# Arthur Vööbus
Arthur Vööbus, né le 28 avril 1909 et mort le 25 septembre 1988, est un théologien estonien, orientaliste et historien de l'Église.

## Biographie
Arthur Vööbus, fils d'un enseignant, est né dans le village de Matjama (en), dans le comté de Tartu, en Livonie (Empire russe). En 1928, il termine sa scolarité au Lycée Hugo-Treffner de Tartu, puis en 1932 ses études à la Faculté de théologie de l'Université de Tartu. Cette même année, il est ordonné prêtre. De 1933 à 1940, il est pasteur de l'Église évangélique luthérienne estonienne de Tartu. Arthur Vööbus obtient son diplôme de maîtrise en théologie en 1934 avec sa thèse sur « Le vrai chrétien, la vraie vie chrétienne et la vraie église chrétienne par Søren Kierkegaard ». Parallèlement, il travaille dans des bibliothèques et des collections de manuscrits à Rome, Paris, Londres, Berlin et Leipzig sur des textes théologiques en syriaque. Ses compétences linguistiques lui ont été enseignées à l'université par Uku Masing (en).
En 1936, il épouse Ilse Luksep, fille d'une riche famille de marchands. Vers la fin des années 1930, Vööbus travaille à la publication de textes syriaques. En 1940, il fuit l'occupation soviétique de l'Estonie vers l'Allemagne. Son attitude dissidente conduit à sa surveillance par la Gestapo. Après l'occupation de l'Estonie par les troupes allemandes, Vööbus retourne en Estonie. Sa thèse de doctorat de 1943 à l'Université de Tartu porte sur le monachisme en Syrie, en Mésopotamie et en Perse avant le Xe siècle.
En 1944, Vööbus et sa famille fuient une seconde fois devant la réoccupation soviétique de l'Estonie. De 1944 à 1948, il travaille comme pasteur dans des camps de réfugiés ; de 1946 à 1948, il est professeur d'histoire de l'Église à l'Université baltique de Pinneberg, près de Hambourg. Lorsque cette université ferme, il travaille à Londres au British Museum, puis jusqu'en 1977 comme professeur du Nouveau Testament et de l'histoire de l'Église ancienne à la Lutheran School of Theology de Chicago (LSTC). Arthur Vööbus est membre de plusieurs académies scientifiques, dont l'Académie royale des sciences, des lettres et des beaux-arts de Belgique. Il meurt le 25 septembre 1988 à Oak Park, dans l'Illinois (États-Unis).
L'Institut d'études des manuscrits syriens de Chicago conserve sa collection de manuscrits syriens.
Ses œuvres ont été étudiées par la philologue et historienne Marju Lepajöe (en), entre autres.

## Œuvres
Arthur Vööbus écrit plus de 80 monographies et près de 300 articles en plusieurs langues : français, estonien, anglais et allemand,.
- Les Messalliens et les réformes de Barçauma de Nisibe dans l'église perse, 1947
- La vie d'Alexandre en grec : un témoin d'une biographie inconnue de Rabbula écrite en syriaque, 1948, 16 p.
- (en) Studies in the history of the gospel text in Syriac, 1951
- (de) Zur Geschichte des altgeorgischen Evangelientextes, 1953
- (en) Early versions of the New Testament, manuscript studies, by Arthur Vööbus, 1954
- Quelques observations littéraires et historiques sur la vie syriaque inédite de Mar Aḥa, 1956, 30 p.
- (en) History of asceticism in the Syrian Orient, 1958
- Un vestige d'une lettre de Narsai et son importance historique, 1964, 8 p.
- (en) History of the school of Nisibis, 1965
- (en) Studies in the history of the Estonian people, 1969
- (en) Studies in the history of the Estonian people II, 1970
- (en) Studies in the history of the Estonian people III, 1974
- (en) The Emergence of Galen's commentary on Hippocrates in Syriac, and the historical importance of this genre of medical literature, 1978
- (en) The tragedy of the Estonian people, 1984